# Eupyra demaculata
Eupyra demaculata là một loài bướm đêm thuộc phân họ Arctiinae, họ Erebidae.